# Benny Gustafsson
Leo Agne Benny Gustafsson, född 28 juni 1934 i Urshult i Kronobergs län, död 1 mars 2009 i Karlskrona, var en svensk konstnär.
Gustafsson studerade konst för S. Sjöö och Herman Carse samt vid NKI-skolan och i Paris och Hamburg. Sedan 1960-talet medverkade han i ett flertal utställningar i Småland, Skåne och Blekinge. Han sågs som en mästare att skildra vardagsmiljöer och motiven i hans konst utgörs av alldagliga miljöer med människor i vardagliga och festliga sammanhang i en naivistisk stil. För Slottsspelen i Kronoberg tillverkade han på 1980-talet rekvisitan.  